# Richard Böck
Richard Böck (1906 – ...) è stato un militare tedesco nello specifico era una guardia delle SS nel campo di concentramento di Auschwitz.

## Biografia
Dopo la seconda guerra mondiale, fu tra i pochi ex membri delle SS che testimoniarono apertamente sulle uccisioni di massa nel campo, servendo come testimone contro i principali responsabili delle SS ai processi di Auschwitz Francoforte nel 1964.
Böck dichiarò di essersi unito alle SS nel 1934 solo per poter continuare a suonare in una banda musicale. Ad Auschwitz fu un SS-Unterscharführer impiegato come autista nel parco macchine.
Böck riferì che una volta gli fu ordinato di guidare le vittime che non potevano più camminare dalla rampa di selezione alle camere a gas, ma poi dichiarò che non fu in grado di svolgere quel tipo di compito, e successivamente gli fu assegnato dell'altro lavoro slegato dagli omicidi veri e propri.
Ha anche descritto come, in un'altra occasione, ha avuto l'opportunità di assistere direttamente a un omicidio di massa nelle camere a gas, esprimendo il suo orrore nel vedere il mucchio di cadaveri quando le porte della camera a gas sono state aperte. Böck in seguito ripeté la sua testimonianza nelle interviste per il documentario televisivo britannico The World at War nel 1972.